# Джаму и Кашмир (съюзна територия)
Вижте пояснителната страница за други значения на Джаму и Кашмир.
Джа̀му и Кашмѝр (на догри: जम्मू और कश्मीर, на урду: جموں اور کشمیر, на кашмирски: جۄم تہٕ کٔشِیر, на английски: Jammu and Kashmir) е съюзна територия в Северна Индия. Най-големият град и летен център е Шринагар, зимен център – Джаму. Населението на територията е 12 258 433 души (данни за 2011 г. за щата минус населението на Ладакх).
Разположена в Хималайските планини, Джаму и Кашмир граничи със съюзната територия Ладакх на изток и север, щатите Химачал Прадеш и Пенджаб на юг, с Пакистан на запад и северозапад. Пакистан оспорва пълната или частична собственост на територията на бившето княжество Джаму и Кашмир в границите на територията на Индийския съюз. В Пакистан контролираната от Индия част от Джаму и Кашмир се счита за окупирана територия. Контролираната от Пакистан част на Кашмир е разделена на Азад Кашмир и Гилгит-Балтистан.
На 5 август 2019 г. правителството на Индия решава да премахне член 370 от Конституцията на Индия, който дава специален статут на северния щат Джаму и Кашмир, и внася законопроект за разделянето му на две съюзни територии – Джаму и Кашмир и Ладакх. Това решение е предшествано от значително увеличаване на военните сили в щата, полицейски час, спиране на интернет и мобилните телефонни услуги в целия щат и арести на местни политически лидери.

## География и климат
В Джаму и Кашмир се намират долините Кашмир, Тави, Ченаб, Пунч, Синд и Лидер. Основната от тях, Кашмирската долина, е широка 100 km и има площ от 15 520,3 km². Планини отделят долината от Ладакх, а планинската верига Пир Панджал, която обхваща Кашмир от запад и юг, отделя щата от равнините на Северна Индия. На североизток долините се допират до Хималаите. Средната надморска височина в този район е около 1850 метра, а в района на Пир Панджал – 5000 метра.
Джелам е голяма хималайска река, която тече през долината на Кашмир. Инд, Тави, Рави и Ченаб са основните реки, които текат през щата. В Джаму и Кашмир се намират няколко хималайски ледника. Със средна надморска височина от 5753 метра, дългият 70 km ледник Сиачен е най-дългият в Хималаите.
Климатът в щата Джаму и Кашмир е променлив поради наличието на височинен пояс. В южната част на щата около Джаму климатът обикновено е мусонен, въпреки че регионът е западен, и получава средно 40 – 50 mm дъжд на месец между януари и март. През горещия сезон в Джаму е много горещо и температурата може да достигне до 40 °C, а дъждовете започват през юли и август, като доставят 650 mm влага на месец. През септември валежите намаляват, а през октомври времето е горещо и много сухо, с минимални валежи и температури около 29 °C.
Районите отвъд планинската верига Пир Панджал получават влага от облаците от Арабско море, Шринагар получава над 635 mm от дъжд, през влажните месеци от март до май около 85 mm на месец. Облаците не преминават над главната хималайска верига, затова климатът на Ладакх и Занскар е изключително сух и студен. Годишните валежи са само около 100 mm годишно, а влажността на въздуха е много ниска. В този регион почти навсякъде надморската височина е над 3000 m и през зимата е много студено. В Занскар средната температура през януари е -20 °C, а понякога достига до -40 °C . Всички реки замръзват и местните жители ги използват вместо пътища. През лятото в Ладак и Занскар въздухът е сух, а нощите са студени.

## Административно-териториално деление
Съюзната територия включва областта Джаму и Кашмирската долина и се състои от 20 окръга. Някои окръзи са сформирани неотдавна.
Азад Кашмир се намира под контрола на Пакистан като един от неговите региони. Спорната пакистанска област Гилгит-Балтистан („Северни територии“) Индия отнася административно към Ладакх.

## Население
С изключение на съюзната територия Лакшадвип, Джаму и Кашмир е единственият регион с мюсюлманско мнозинство. Ислямът се изповядва от 97 % от населението на Кашмирската долина, и 65 % в Джаму са хиндуисти (мюсюлмани 31 % и сикхи 4 %).
Според политолога Александър Еванс приблизително 95 % от кашмирските брахмани, наричани още кашмирски пандити, т.е. около 150 000 – 160 000, са напуснали Кашмир поради военните конфликти. По оценки на ЦРУ около 300 000 кашмирски пандити от Джаму и Кашмир са принудени да се преместят.
| Територия | Население | Мюсюлмани | Индуисти | Сикхи  | Будисти/Други |
| --- | --------- | --------- | -------- | ------ | ------------- |
| Кашмир (53,9 %) | 5 476 970 | 97,16 %   | 1,84 %   | 0,88 % | 0,11 %        |
| Джаму (43,7 %) | 4 430 191 | 30,69 %   | 65,23 %  | 3,57 % | 0,51 %        |
| Джаму и Кашмир | 9 907 161 | 67,44 %   | 30,19 %  | 2,08 % | 0,29 %        |
| Преброяване 2001 Census India District Profiles // Архивиран от оригинала на 2018-02-25. Посетен на 2019-12-04. Около 50 000 – 100 000 кашмирски мюсюлмани и 150 000 – 300 000 пандити са принудително разселени. |           |           |          |        |               |

В съюзната територия се говорят езиците кашмирски, урду, догри и др. Официалният език е урду, който използва персийска писменост, много хора разбират хинди или английски език.

## Туризъм
Кашмирската долина е живописно място между Хималаите и планинската верига Пир Панджал. Тук е разпространен екотуризмът. Най-посещаваните места са градините на Мугалската империя, езерата, девствените гори, алпийските ливади в подножието на Хималаите. В долината има много древни храмове и светилища, което я прави важно място за индуистите и будистите. След въстанието в Джаму и Кашмир през 1989 г. туристическата индустрия в щата пострада, което се отразява най-силно на икономиката в Кашмирската долина. Въпреки това светилищата в Джаму продължават да бъдат популярни места за поклонение и туризъм. Хиляди хиндуистки поклонници посещават светилищата Вайшно Деви и Амарнат всяка година, което оказва значително влияние върху икономиката на съюзната територия. Към 2010 г. туризмът в долината на Кашмир започва да се възстановява и да достига стойностите отпреди конфликта през 1989 г.